# Kanton Solliès-Pont
Kanton Solliès-Pont (fr. Canton de Solliès-Pont) je francouzský kanton v departementu Var v regionu Provence-Alpes-Côte d'Azur. Tvoří ho pět obcí.

## Obce kantonu
- Belgentier
- La Farlède
- Solliès-Pont
- Solliès-Toucas
- Solliès-Ville